# 1184
| [ Edytuj tabelę ]                |                                                           |
| Książę Małopolski                | - 1177 Kazimierz II Sprawiedliwy 1194                     |
| Książę Wielkopolski              | - 1177 Odon Mieszkowic 1194 - 1182 Mieszko III Stary 1202 |
| Król Angkoru                     | - 1181 Dżajawarman VII 1218                               |
| Król Anglii                      | - 1154 Henryk II 1189                                     |
| Król Aragonii i hrabia Barcelony | - 1164 Alfons II Aragoński 1196                           |
| Książę Bawarii                   | - 1183 Ludwik I 1231                                      |
| Margrabia Brandenburgii          | - 1170 Otto I 1184 - 1184 Otto II 1205                    |
| Książę Burgundii                 | - 1162 Hugo III 1192                                      |
| Cesarz Bizancjum                 | - 1183 Andronik I Komnen 1185                             |
| Cesarz Chin                      | - 1162 Song Xiaozong 1189                                 |
| Książę Czech                     | - 1178 Fryderyk 1189                                      |
| Król Danii                       | - 1182 Kanut VI 1202                                      |
| Władca Egiptu                    | - 1171 Saladyn 1193                                       |
| Król Francji                     | - 1180 Filip II August 1223                               |
| Król Gruzji                      | - 1156 Jerzy III 1184 - 1184 Tamara 1213                  |
| Hrabia Holandii                  | - 1157 Floris III 1190                                    |
| Cesarz Japonii                   | - 1180 Antoku 1185 - 1183 Go-Toba 1198                    |
| Kalif                            | - 1180 An-Nasir 1225                                      |
| Król Kastylii                    | - 1158 Alfons VIII Szlachetny 1214                        |
| Patriarcha Konstantynopola       | - 1183 Bazyli II Kamater 1186                             |
| Władca Korei                     | - 1170 Myŏngjong 1197                                     |
| Król Leónu                       | - 1157 Ferdynand II 1188                                  |
| Kalif Maroka                     | - 1163 Abu Jusuf I 1184 - 1184 Jakub al-Mansur 1199       |
| Król Nawarry                     | - 1150 Sancho VI 1194                                     |
| Król Norwegii                    | - 1161 Magnus V 1184 - 1177 Sverre Sigurdsson 1202        |
| Hrabia Palatynatu                | - 1155 Konrad Hohenstauf 1195                             |
| Papież                           | - 1181 Lucjusz III 1185                                   |
| Król Portugalii                  | - 1139 Alfons I 1185                                      |
| Sułtan Rumu                      | - 1156 Kilidż Arslan II 1192                              |
| Książę Rusi halickiej            | - 1153 Jarosław Ośmiomysł 1187                            |
| Cesarz Rzymski (niemiecki)       | - 1155 Fryderyk I Barbarossa 1190                         |
| Książę Saksonii                  | - 1180 Bernard III 1212                                   |
| Król Szkocji                     | - 1165 Wilhelm I 1214                                     |
| Król Szwecji                     | - 1173 Knut Eriksson 1196                                 |
| Doża Wenecji                     | - 1178 Orio Mastropiero 1192                              |
| Król Węgier                      | - 1172 Bela III 1196                                      |

Rok 1184 / MCLXXXIV
stulecia: XI wiek ~
XII wiek ~
XIII wiek

lata: 1174 «
1179 «
1180 «
1181 «
1182 «
1183 «
1184
» 1185
» 1186
» 1187
» 1188
» 1189
» 1194

## Wydarzenia w Polsce
- 20 maja – Duńczycy zniszczyli flotę zachodniopomorską, zdobyli Wolin i spustoszyli wybrzeże, książę Bogusław I musiał uznać zwierzchnictwo króla Kanuta V, a biskupstwo w Kamieniu przeszło pod wpływy duńskie, jego związek z Polską przestał istnieć.

## Wydarzenia na świecie
- 15 czerwca – król Norwegii Magnus V zginął w bitwie morskiej w fiordzie Sogne z pretendentem do tronu Sverre Sigurdssonem.
- 26 lipca – podczas pobytu króla Niemiec Henryka VI w budynku kapituły w Erfurcie zawaliła się podłoga, powodując upadek i śmierć 60 osób w leżącym poniżej dole kloacznym. Siedzący w murowanej niszy okiennej król nie odniósł obrażeń.

- Minamoto no Yoshinaka otrzymał od cesarza władzę nad armią, jego syn w 1184 przyjął tytuł sioguna.
- Rozpoczął się okres panowania królowej gruzińskiej Tamary (1184-1213).

## Urodzili się
- Leszek Biały, książę sandomierski, syn Kazimierza Sprawiedliwego (ur. 1184 lub 1185; zm. 1227)
- Wilhelm, książę Lüneburga (zm. 1213)